# Les Six Napoléons
Les Six Napoléons, aussi traduite Les Six « Napoléons » (The Adventure of the Six Napoleons en version originale), est l'une des cinquante-six nouvelles d'Arthur Conan Doyle mettant en scène le détective Sherlock Holmes. Elle est parue pour la première fois le 30 avril 1904 dans l'hebdomadaire américain Collier's Weekly, avant d'être regroupée avec d'autres nouvelles dans le recueil Le Retour de Sherlock Holmes (The Return of Sherlock Holmes).

## Résumé

### Mystère initial
L'inspecteur Lestrade est perplexe face à une série de petits actes criminels liés. Un fou détruit des bustes de Napoléon Ier sans raison en s'infiltrant chez les propriétaires.
Dans ce récit, Sherlock Holmes et son acolyte, le docteur Watson vont devoir découvrir pourquoi une étrange personne s'introduit chez les gens pour détruire les statues de Napoléon Ier.

### Résolution
.

## Adaptations

### Cinéma et télévision
Portée à l'écran dès 1922 par George Ridgwell (The Six Napoleons), elle a été adaptée en 1987 sous le même titre dans la série télévisée Le Retour de Sherlock Holmes avec Jeremy Brett dans le rôle de Holmes. 
Adaptée en 2016 sous le titre Les Six Thatcher pour la série télévisée Sherlock de la BBC.

### Bande dessinée
La nouvelle est adaptée en manga par Haruka Komusubi et constitue l'une des enquêtes du recueil édité en français en 2015 par nobi nobi ! sous le titre Les enquêtes de Sherlock Holmes.

### Livre audio
- Arthur Conan Doyle, Les six napoléon [« The Adventure of the Six Napoleons »], Paris, La Compagnie du Savoir, coll. « Les enquêtes de Sherlock Holmes », 2011 (EAN 3760002139654, BNF 42478257)Narrateur : Cyril Deguillen ; support : 1 disque compact audio ; durée : 53 min environ ; référence éditeur : La Compagnie du Savoir CDS092. Le nom du traducteur n'est pas indiqué. Le livre audio et sa notice BnF ne recourent ni à la majuscule ni au pluriel au mot « napoléon ».